# Przeworsk Wąski Towarowy
Przeworsk Wąski Towarowy – zamknięta wąskotorowa towarowa stacja kolejowa Przeworskiej Kolei Dojazdowej w Przeworsku, w województwie podkarpackim, w Polsce.
Została otwarta 8 września 1904 roku razem z wąskotorową linią kolejową z Przeworska do Dynowa. Od 2012 r. stacja jest nieczynna.